# Njuorakjaure
Njuorakjaure är en sjö i Gällivare kommun i Lappland och ingår i Kalixälvens huvudavrinningsområde. Sjön har en area på 0,783 kvadratkilometer och ligger 445,1 meter över havet. Njuorakjaure ligger i Kaitum fjällurskog Natura 2000-område.

## Delavrinningsområde
Njuorakjaure ingår i det delavrinningsområde (750016-170928) som SMHI kallar för Utloppet av Njuorakjaure. Medelhöjden är 487 meter över havet och ytan är 15,67 kvadratkilometer. Det finns inga avrinningsområden uppströms utan avrinningsområdet är högsta punkten. Vattendraget som avvattnar avrinningsområdet har biflödesordning 3, vilket innebär att vattnet flödar genom totalt 3 vattendrag innan det når havet efter 303 kilometer. Avrinningsområdet består mestadels av skog (70 procent) och sankmarker (23 procent). Avrinningsområdet har 1,11 kvadratkilometer vattenytor vilket ger det en sjöprocent på 7,1 procent.